# Marie-Jeanne Buzeau
Marie-Jeanne Buzeau (1716-1796), esposa de François Boucher, fue una artista, miniaturista y grabadora francesa del siglo XVIII.

## Biografía
Marie-Jeanne Buseau, hija de Jean-Baptiste Buseau, un burgués de París, y su esposa Marie-Anne de Sédeville, residentes en la rue l'Évêque, parroquia de Saint-Roch, se convirtió en la esposa del pintor François Boucher el 21 de abril de 1733, contando 17 años. Los Boucher vivieron desde entonces en la rue Saint-Thomas-du Louvre, en la parroquia de Saint-Germain-l'Auxerrois.
Marie-Jeanne había posado previamente para Boucher, y en 1732 en el cuadro Rinaldo y Armida, es la modelo para la rubia Armida. Fue la pintura presentada por su futuro esposo, para entrar en la Academia real. Boucher parece haberse inspirado luego a menudo en su imagen en sus creaciones de jóvenes bellezas radiantes y triunfantes.
De este matrimonio nacieron tres hijos, una hija, Jeanne-Élisabeth Victorie, bautizada el 24 de marzo de 1735; un hijo, Juste-Nathan, bautizado el 4 de mayo de 1736 y que será arquitecto y pintor decorativo, y una segunda hija, Marie-Émilie, nacida el 27 de abril de 1740. Ambas hijas se casaron en una ceremonia conjunta, el 7 de abril de 1758 en Saint-Germain-l'Auxerrois, con los pintores Baudouin y Deshays.
Marie-Jeanne Boucher no solo posaba para su marido. Maurice Quentin de La Tour expuso en su primer Salón, en 1737, un pastel que la representa con un vestido de satén blanco, chal, abanico y mitones a juego. Lundberg hizo de ella un pastel exhibido en el Salón de 1743, y el pintor sueco Alexander Roslin expuso su retrato en el Salón de 1761. Gabriel de Saint-Aubin hizo un boceto.

## Obra
En el siglo XVIII, la Academia real de Pintura y Escultura solo admitía un número muy restringido de mujeres y ninguna como «pintora de historia», el género superior que de por sí daba acceso al título de profesor. Las mujeres de familias de artistas debían conformarse con los «asuntos femeninos», pintura de flores, retratos, miniaturas, que encontraban salida entre la clientela burguesa. Accedían así a una notoriedad que les aseguraba seguridad económica, pero no el reconocimiento. Las miniaturas de Marie-Anne Fragonard se atribuirán a su marido Jean-Honoré Fragonard, y contribuirán a su revaluación.
Marie-Jeanne Boucher trabajó con su marido, grabó algunos de sus dibujos, y reprodujo en miniatura varios de sus cuadros.
Ocho de estas pequeñas obras son mencionadas en el catálogo de venta del pintor Joseph Aved en 1766, y según los Goncourt, estas miniaturas eran atribuidas todavía a François Boucher en el siglo XIX.
Una gran miniatura sobre pergamino fue vendida por Josse en 1893, se trata de una copia de la Entrada de Psique en su palacio, según el cuadro de Boucher expuesto en el Salón de 1739 y ejecutado sobre tapiz en Beauvais. Este tapiz forma hoy parte de las colecciones del Petit Palais de París.
Realizó y firmó dos aguafuertes de la selección de los Principios y estudios de dibujo de Bloemaert publicado en junio de 1735.
Según los hermanos Goncourt, hay una plancha de Dos campesinos que duermen, donde, cerca de Boucher inv., se lee Uxor ejus sculpsit (su esposa lo ha grabado).
Expuso igualmente varios retratos y miniaturas en el Salón de la Correspondencia creada por Pahin de La Blancherie en 1779.